# Вадим Шипачов
Вадим Александрович Шипачов (рус. Вадим Александрович Шипачёв; 12. март 1987, Череповец, Совјетски Савез) професионални је руски хокејаш на леду који игра на позицији централног нападача.
Тренутно игра за екипу ХК СКА из Санкт Петербурга која се такмичи у Континенталној хокејашкој лиги.
Са репрезентацијом Русије освојио је златну медаљу на Светском првенству 2014. у Белорусији.

## Каријера
Професионалну каријеру Шипачов започиње 2005. у екипи из свог родног града Череповеца Северстаљу која се у то време такмичила у елитној лиги руског хокеја. Током прве две сезоне у Северстаљу одиграо је свега три утакмице. У периоду 2006—2008. паралелно је наступао и за екипу Белгорода која се у то време такмичила у другој лиги. У сезони 2009/10. остварио је одличан учинак за екипу Северстаља, постигавши 14 погодака и 30 асистенција што му је донело титулу најбољег играча клуба по избору навијача.
У сезони 2013/14. прелази у редове КХЛ лигаша СКА из Санкт Петербурга.
У сениорској репрезентацији дебитовао је на турнирима Еврохокеј тура у сезонама 2010/11; 2011/12. и 2012/13. где је одиграо укупно 21 утакмицу уз учинак од по 3 гола и асистенције (укупно 6 поена). 
Највећи успех у каријеру остварио је на Светском првенству 2014. у Минску (Белорусија) где је са репрезентацијом Русије освојио златну медаљу. На том турниру Шипачов је остварио учинак од 6 поена (2 поготка и 4 асистенције) на 7 одиграних утакмица. 